# DLA Piper
DLA Piper — международная юридическая фирма, имеющая офисы в 30 странах мира. В 75 офисах компании работает свыше 4200 юристов. Это одна из десяти крупнейших юридических фирм в мире, выручка которой в 2008/09 году составила 2,25 млрд долларов США. Фирма состоит из двух партнерств: DLA Piper International и DLA Piper U.S. Оба партнерства имеют единый совет директоров, но являются финансово независимыми.
В число клиентов DLA Piper входят как крупные международные корпорации, включенные в списки Global 1000 и Fortune 500, так и вновь созданные компании и компании высокотехнологичного сектора (хай-тек), которые обслуживаются отдельным подразделением, сопровождающим проекты по размещению капитала в новые предприятия.
Соисполнительными директорами являются Найджел Ноулз (Sir Nigel Knowles) и Ли И. Миллер (Lee Miller). Главой совета директоров фирмы является Фрэнк Берч (Frank Burch).

## История
DLA Piper была создана в 2005 году в результате слияния трех фирм: Gray Cary Ware & Freidenrich LLP из Сан-Диего, Piper Rudnick LLP из Чикаго и DLA LLP из Лондона.
DLA, в свою очередь, была образована в результате слияния в середине 90-х годов трех британских фирм: Dibb Lupton Broomhead, Alsop Stevens и Wilkinson Kimbers, а фирма Piper Rudnick стала продуктом слияния балтиморской Piper & Marbury и чикагской Rudnick & Wolfe в 1999 году. Бывший сенатор США Джордж Митчел возглавлял совет директоров DLA Piper в период между 2003 и 2009 годами.

## Награды и рейтинги
- В 2010 году DLA Piper заняла 39-е место в рейтинге престижа Vault Law 50 Великобритании[8] и 53-е место в 2011 году в рейтинге престижа Vault Law 100 США[9].

- В 2010 году DLA Piper получила награду «Лучшее управление рисками» на ежегодной церемонии награждения MPF European Practice Management Awards 2010[10]

## Офисы
В офисную сеть DLA Piper входит 75 офисов в 30 странах Африки, Америки, Азиатско-тихоокеанского региона, Австралии и Европы:
- Африка: Аккра, Каир, Кейптаун, Дар-эс-Салам, Йоханнесбург, Лусака, Мванза, Найроби
- Северная Америка: Атланта, Остин, Балтимор, Бостон, Черри Хилл, Чикаго, Даллас, Восточный Браунсуик, Хьюстон, Кремниевая долина, Ла-Хойя, Лас-Вегас, Лос-Анджелес, Майами, Миннеаполис, Нью-Йорк, Северный Нью-Джерси, Северная Виржиния, Филадельфия, Финикс, Роли, Сакраменто, Сан-Диего, Сан-Франциско, Сиэтл, Тампа, Вашингтон, Уилмингтон
- Азиатско-тихоокеанский регион: Бангкок, Брисбен, Гонконг, Канберра, Мельбурн, Пекин, Перт, Сидней, Сингапур, Токио, Шанхай, Сеул
- Европа: Амстердам, Антверпен, Бирмингем, Братислава, Брюссель, Бухарест, Будапешт, Кёльн, Эдинбург, Франкфурт, Глазго, Гамбург, Стамбул, Киев, Лидс, Ливерпуль, Лондон, Мадрид, Манчестер, Милан, Москва, Мюнхен, Осло, Париж, Прага, Рим, Санкт-Петербург, Сараево, Шеффилд, Стокгольм, Тбилиси, Вена, Варшава, Загреб